# Şahsiyet
Şahsiyet es una serie web turca producida por Ay Yapım para la plataforma Puhu TV. La ficción se destaca por posicionarse dentro de las mejores 25 series calificadas por los usuarios de IMDb y por haber obtenido un premio Emmy Internacional (2019) en la categoría mejor actor (Haluk Bilginer).

## Sinopsis
Agâh Beyoglu (Haluk Bilginer), un viudo jubilado, recibe la noticia de que padece Alzheimer. Consciente de que va a dejar de recordar y que, por tanto, ya no tiene nada que perder, este exfuncionario de Justicia decide acabar con algunos de los criminales que pasaron por sus archivos pero se libraron de ser condenados y siempre ha mantenido en su memoria. En paralelo, la joven Nevra Elmas (Cansu Dere), la primera mujer policía de su comisaría en Estambul, debe encargarse del caso, frente al ambiente machista de la institución policial. Pese a la resistencia de sus compañeros, Nevra se ve obligada a involucrarse en el caso al recibir reiterados mensajes en clave, dedicados a ella personalmente, por parte del asesino en serie.

## Reparto
- Haluk Bilginer como Agâh Beyoğlu
- Cansu Dere como Nevra Elmas
- Metin Akdülger como Ateş Arbay
- Şebnem Bozoklu como Zuhal Beyoğlu
- Hüseyin Avni Danyal como Cemil Havran
- Necip Memili como Tolga Yazgan
- Senay Gürler como Nükhet
- Ayhan Kavas como Gürkan Alpay
- Önder Selen como Mümtaz
- İbrahim Selim como Sefa
- Fırat Topkurur como Firuz
- Recep Usta como Deva Çelik
- Rabia Soytürk como Süveyda
- Alptekin Ertürk como Selim
- Müjde Ar como Nesrin
- Hümeyra como Feza Yurtgil
- Avni Yalçın como Mehmet Yurtgil
- Okan Avcı como Tufan Elibol
- Büşra Çam como Gonca
- Ayşen İnci como Mebrure Beyoğlu
- Ali Seçkiner Alıcı como Naimhan Türedi
- Cem Baza como Salih Güden
- Tankut Yıldız como Timur
- Ceren Benderlioğlu
- İlkay Akdağlı
- Volkan Uygun como Vural Yaslı
- Melike Naz Karaca como Reyhan Şahin
- Tuana Naz Tiryaki como Nevra (niña)
- Eray İlhan como Cemil (joven)

## Premios y nominaciones
| Año  | Premios                                                              | Categoría                          | Nominado(a)                     | Resultado    | Ref. |
| ---- | -------------------------------------------------------------------- | ---------------------------------- | ------------------------------- | ------------ | ---- |
| 2019 | 46.ª Edición de los Golden Butterfly Awards                          | Mejor Serie Web                    | Şahsiyet                        | Ganadora     |      |
| 2019 | Premios Emmy Internacional                                           | Best Performance Actor             | Haluk Bilginer                  | Ganador      |      |
| 2019 | TV SERIES FESTIVAL BERLÍN 2019                                       | Award Ceremony                     | Şahsiyet / Onur Saylak          | Finalista    |      |
| 2019 | ODTÜ Medya Awards                                                    | Mejor Serie                        | Şahsiyet                        | Ganadora     |      |
| 2019 | ODTÜ Medya Awards                                                    | Mejor Actriz                       | Şebnem Bozoklu                  | Ganadora     |      |
| 2019 | 16.ª Edición de los Premios Radio del Bósforo                        | Mejor Secuencia Musical            | Şahsiyet                        | Ganadora     |      |
| 2019 | SXSW (South by Southwest) Festival                                   | Concurso de Diseño de Títulos SXSW | Intro/Opening                   | Ganadora     |      |
| 2019 | Premios de la Asociación Turca de Estudiantes de Medicina (TurkMSIC) | Mejor Serie de Internet            | Şahsiyet                        | Ganadora     |      |
| 2019 | Premios MedyaTablet                                                  | Mejor Serie Web                    | Şahsiyet                        | Ganadora     |      |
| 2019 | Premios MedyaTablet                                                  | Mejor Actor de Serie Web           | Haluk Bilginer                  | Ganador      |      |
| 2019 | Premios MedyaTablet                                                  | Mejor Actriz de Serie Web          | Cansu Dere                      | Nominada     |      |
| 2019 | Premios de la Universidad Técnica de Yildiz                          | Mejor Actriz                       | Cansu Dere                      | Ganadora     |      |
| 2019 | Premios de la Universidad de Galatasaray                             | Mejor Serie de Internet            | Şahsiyet                        | Ganadora     |      |
| 2019 | European Cinematography Awards                                       | Mejor Director de Fotografía       | Feza Çaldiran                   | Finalista    |      |
| 2019 | Premios WebRazzi                                                     | Mejor Serie de Internet            | Şahsiyet                        | Tercer lugar |      |
| 2018 | Premios de Medios y Arte del portal Magazinn                         | Mejor Serie Digital                | Şahsiyet                        | Ganadora     |      |
| 2018 | Premios de Medios y Arte del portal Magazinn                         | Mejor Actor                        | Haluk Bilginer                  | Nominado     |      |
| 2018 | Ayakli Awards                                                        | Mejor Serie Web                    | Şahsiyet                        | Ganadora     |      |
| 2018 | 45.ª Edición de los Golden Butterfly Awards                          | Mejor Serie Web                    | Şahsiyet                        | Nominada     |      |
| 2018 | 45.ª Edición de los Golden Butterfly Awards                          | Mejor Actor                        | Haluk Bilginer                  | Nominado     |      |
| 2018 | 45.ª Edición de los Golden Butterfly Awards                          | Mejor Música de Serie              | Sertaç Özgümüş & Güntaç Özdemir | Nominados    |      |
| 2018 | 45.ª Edición de los Golden Butterfly Awards                          | Mejor Pareja                       | Cansu Dere & Metin Akdülger     | Nominados    |      |